# Larry Ewing

Tux är den officiella maskoten för Linux.

Larry Ewing, född 3 april 1978, är en amerikansk datorprogrammerare, känd för att ha ritat Linux-maskoten Tux. Det gjorde han i bildbehandlingsprogrammet GIMP. Han har även ritat Ximians logotyp.